# Drosophila campylophalla
Drosophila campylophalla är en tvåvingeart som beskrevs av Léonidas Tsacas 2006. Drosophila campylophalla ingår i släktet Drosophila och familjen daggflugor.
Artens utbredningsområde är Elfenbenskusten.